# Vietnam Posts and Telecommunications Group
Vietnam Posts and Telecommunications Group, comumente abreviado para VNPT, é uma empresa de telecomunicações de propriedade do governo vietnamita. De acordo com uma lista da UNDP em 2007, é a segunda maior empresa do Vietname, logo após o Banco do Vietnã para o Desenvolvimento Agrícola e Rural. A mesma é proprietária da Vinaphone e da MobiFone, duas das três maiores operadoras de rede móvel no Vietnã.
As principais atividades de negócios da VNPT incluem o investimento financeiro e comercial de capital no mercado interno e externo; correios, telecomunicações, IT e serviços baseados em backbone nos mercados interno e externo, comunicações e propagandas; exploração, consulta, design, instalação e manutenção de telecomunicações e funcionamento de IT; fabricação, produção, importação e exportação e fornecimento de telecomunicações e IT, materiais e equipamentos, e de escritório e imóveis para a liberação.

## Subsidiárias
A VNPT tem um grande número de subsidiárias, a mais importante das quais são as seguintes:
- Vinaphone e MobiFone, duas das três maiores operadoras de rede móvel no Vietnã. A MobiFone contribuíram 77,6% para os lucros do conglomerado em 2012.[1]
- Vietnam Data Communication Company (VDC), um provedor de serviço de internet

## Satélites
| Satélite  | Fabricante      | Data do lançamento  | Veiculo de lançamento | Estado |
| --------- | --------------- | ------------------- | --------------------- | ------ |
| Vinasat-1 | Lockheed Martin | 18 de abril de 2008 | Ariane-5ECA           | Ativo  |
| Vinasat-2 | Lockheed Martin | 15 de maio de 2012  | Ariane 5 ECA          | Ativo  |